# Зли връх
Мазалат пренасочва насам.  За хижата вижте Мазалат (хижа).
Зли връх е връх в Калоферска планина дял от централна Стара Планина, висок е 2196,9 метра.

## Местоположение
Заедно с връх Голям Кадемлия (Триглав) образува мощния планински масив Триглав. Развита е ровинна ерозия, а на места има лавиноопасни зони. Почвите са планинско-ливадни. Характерни растителни видове са бук, клек, а по северните склонове и еделвайс.

## Име
Зли връх е известен до 1942 година с името Мазалат.